# Gonzalo Pérez de Vargas
Gonzalo Pérez de Vargas Moreno, né le 10 janvier 1991 à Tolède, est un handballeur espagnol. Il joue au poste de gardien de but au FC Barcelone et en équipe nationale d'Espagne avec laquelle il est double champion d'Europe en 2018 et 2020. En 2025, après onze saisons au FC Barcelone ponctué de quatre Ligues des champions et onze quadruplés sur la scène nationale, il rejoint le THW Kiel.

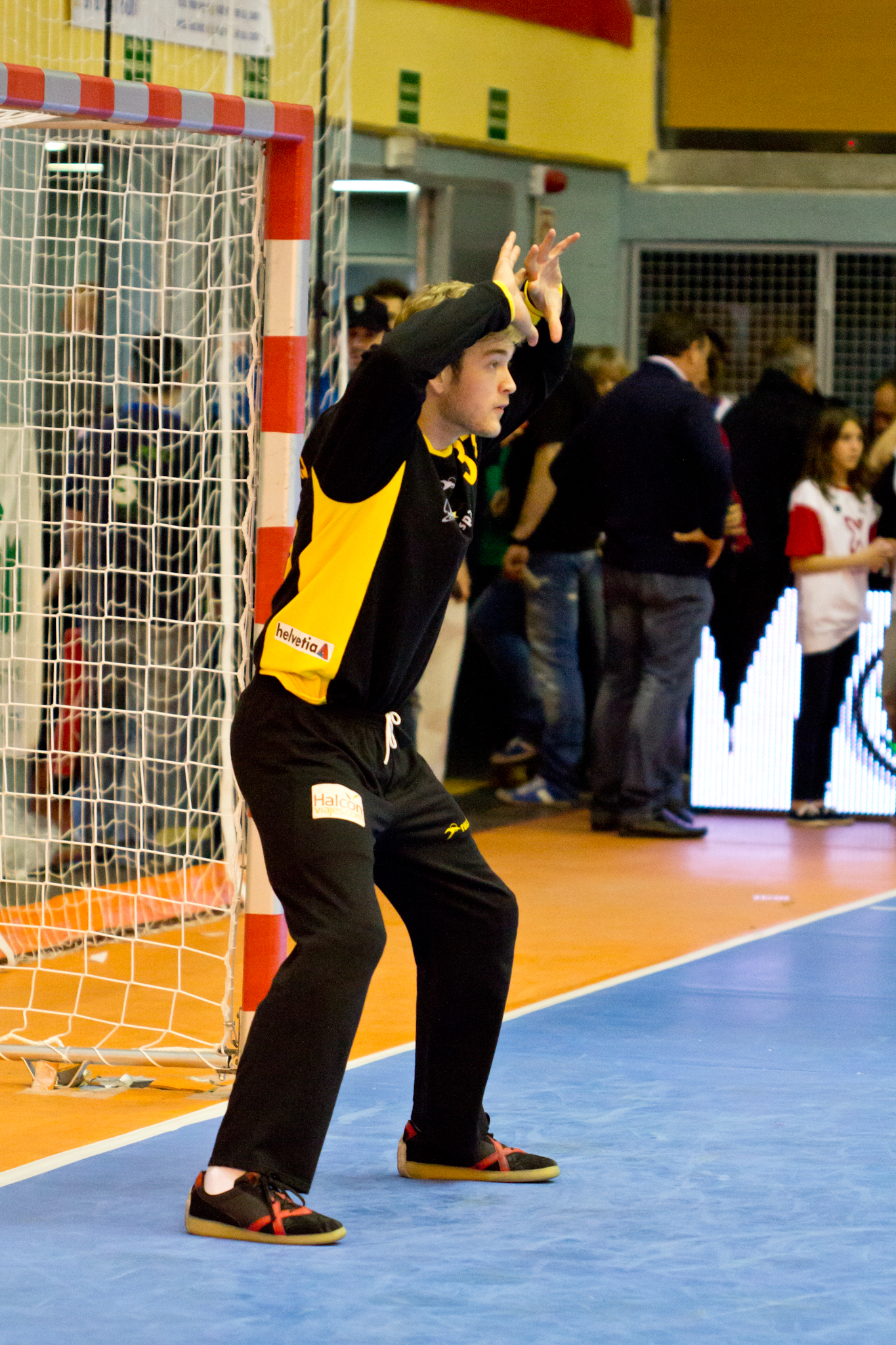
Gonzalo Pérez de Vargas, en 2013.

## Biographie
Gonzalo Pérez de Vargas commence le handball en 1997 au BM Amibal Toledo, club créé de toutes pièces et entrainé par le père d'un camarade de classe. S'il pratique un temps le tennis, il retrouve assez vite le handball en tant que gardien de buts. Le club obtient d'excellents résultats et son talent n'échappe pas aux yeux des recruteurs du FC Barcelone : en 2007 à 16 ans et demi, il prend la direction du centre de formation du club catalan. Il s'impose également dans les sélections jeunes et en août 2008, il est élu meilleur gardien de but de l'Euro des moins de 18 ans à Brno en République tchèque.
En septembre 2009, il dispute son premier match en Liga ASOBAL, puis, en fin d'année, il est convoqué par Valero Rivera pour participer à la première phase de la préparation de la Roja à l'Euro 2010. Néanmoins, barré à son poste par Danijel Šarić et Johan Sjöstrand, il ne participe qu'à quelques matchs d'une équipe barcelonaise qui remporte le championnat et Ligue des champions.
Il est donc prêté pour deux saisons au BM Granollers, qui, s'il ne possède plus son lustre d'antan, a l'avantage d'être proche de Barcelone. Dès sa première saison, il s'impose comme un des meilleurs gardiens du championnat, mais l'arrivée en 2012 d'Arpad Šterbik ferme la porte à toute éventualité de retour à Barcelone. Mais à Granollers comme dans beaucoup de clubs espagnols, la crise économique affecte durement les finances des clubs. Toujours aussi efficace – il terminera la saison en tant que premier gardien au nombre d'arrêts – il est contacté par le Fenix Toulouse Handball de Jérôme Fernandez, son ancien coéquipier, au début de l'année 2013, le Barça accepte de libérer de Vargas pour un contrat de trois ans,.
Son talent se révèle alors aux yeux de la France puisqu'il est élu meilleur espoir du championnat de France puis aux yeux du monde à l'occasion du Championnat d'Europe 2014 où l'Espagne reporte la médaille de bronze. S'il a peu joué, il réalise notamment deux arrêts sur huit tirs face à la France en demi-finale.
Du fait du départ de Šterbik au Vardar, de Vargas quitte Toulouse après une saison et fait son retour par la grande porte au FC Barcelone. Aux côtés de Danijel Šarić, il réalise de bonnes performances et profite à nouveau du forfait sur blessure de Šterbik pour participer au Championnat du monde 2015 : il s'impose aux dépens de José Manuel Sierra et termine 2e meilleur gardien de la compétition avec 37,45% d'arrêts. Mais les prestations de Pérez de Vargas n'empêchent pas l'élimination de l'Espagne en demi-finale et la défaite dans le match pour la médaille de bronze face à la Pologne. 
De retour à Barcelone, il réalise une performance extraordinaire lors du match aller des huitièmes de finale de la Ligue des champions : auteur de 65 % d'arrêts et d'un but, il permet au Barça de s'imposer 31 à 11 sur le terrain des danois d'Aalborg.
En août 2023, son départ du Barça pour le club allemand du THW Kiel est annoncé pour 2025. Par la même occasion, il perd son rôle de vice-capitaine.

## Palmarès

### En club
Compétitions internationales
- Vainqueur de la Ligue des champions (5) : 2011, 2015, 2021, 2022, 2024
- Vainqueur de la Coupe du monde des clubs (2) : 2017, 2018

Compétitions nationales
- Vainqueur du Championnat d'Espagne (12) : 2011, 2015, 2016, 2017, 2018, 2019, 2020, 2021, 2022, 2023, 2024, 2025
- Vainqueur de la Coupe du Roi (13) : 2009, 2010, 2015, 2016, 2017, 2018, 2019, 2020, 2021, 2022, 2023, 2024, 2025
- Vainqueur de la Coupe ASOBAL (12) : 2010, 2015, 2016, 2017, 2018, 2019, 2020, 2021, 2022, 2023, 2024, 2025
- Vainqueur de la Supercoupe d'Espagne (10) : 2008, 2009, 2014, 2015, 2016, 2017, 2018, 2019, 2020, 2021
- Vainqueur de la Supercoupe ibérique (3) : 2022, 2023, 2024

### En équipe nationale
Jeux olympiques
- Médaille de bronze aux Jeux olympiques 2020 de Tokyo
- Médaille de bronze aux Jeux olympiques 2024 de Paris

Championnats du monde
- 4e place au Championnat du monde 2015
- 5e place au Championnat du monde 2017
- 7e place au Championnat du monde 2019
- Médaille de bronze au Championnat du monde 2021
- Médaille de bronze au Championnat du monde 2023

Championnats d'Europe
- Médaille de bronze au Championnat d'Europe 2014
- Médaille d'argent au Championnat d'Europe 2016
- Médaille d’or au Championnat d'Europe 2018
- Médaille d’or au Championnat d'Europe 2020
- Médaille d'argent au Championnat d'Europe 2022

### Distinctions individuelles
- élu meilleur gardien de but du championnat d'Europe 2020
- élu meilleur joueur du championnat d'Espagne (1) : 2017[8]
- élu meilleur gardien de but du championnat d'Espagne (4) : 2015[9], 2017[10], 2018, 2019, 2022
- élu meilleur espoir du championnat de France (1) : 2014[4]
- meilleur gardien de but du championnat d'Espagne (en nombre d'arrêts) (1) : 2013